# 莊心妍
莊心妍（1993年1月9日—），中國大陸創作歌手，出生於廣東汕尾市陸豐，因在網站定期發表自己的翻唱歌曲及自創曲而走紅，之後2012年被簽約至致力音樂，唱片約由怡人唱片。2015年，與知名音樂人蕭全合作，翻唱了蕭全譜曲填詞、原唱的《走着走着就散了》，是莊心妍第一次的翻唱作品。

## 主要經歷
2004年，一张来自04年超级女声冠军安又琪的唱片，让庄心妍渐渐的开始喜欢并熟悉了音乐。
2007年，经过自己的姐姐介绍一首来自卫诗的《可可》，就是因为这个歌，开始慢慢的对粤语歌曲有另一种感觉。随后由于逛街参加了一大型商场发现正在举办一场k歌比赛。
最初开始接触QQ音乐，然后喜欢上了用于“聊天”、“唱歌”的语音软件，继而参加各种语音软件里面举行的小型K歌比赛，同时她也学会了录音，录好的歌就发布到原创音乐里面。后来从玩语音软件升级到了视频直播，每天在固定的时间段到视频网站进行网络直播。
后来在直播的同时也会定期的翻唱歌曲发布到网站上，也就是因为自己在网站上的翻唱作品，被同样喜欢音乐而且还会作词作曲的朋友发现。后被致力音乐公司签约，成为歌手。签约之后发行了自己的首张EP《填密爱》。
2012年10月29日，发行首支单曲《一万个舍不得》 ；11月20日，推出新歌《繁星点点》。2013年1月15日，荣获酷狗繁星网新声代歌唱比赛第二名。2013年3月13日，在酷狗音乐独家发行个人原创专辑《一万个舍不得》；5月3日，发行单曲《心有所爱》；6月13日，发行单曲《以后的以后》。2015年11月8日，在沈阳铁西体育馆举办了自己的第一场“甜妍蜜语”演唱会。2016年1月5日，在河北体育馆举办了演唱会。4月21日，酷狗首发数字专辑《做最好的我》；10月7日发行第十张原创专辑《Touch Of Love》，包含《孤单坠爱》、《错误的邂逅》等六首主打歌曲。

## 專輯及單曲
| 專輯 # | 專輯名稱      | 發行公司                                 | 發行日期       | 曲目 |
| ------ | ------------- | ---------------------------------------- | -------------- | --- |
| 1st    | 一萬個捨不得  | 怡人唱片 致力音樂                        | 2013年3月15日  | 曲目 1. 一萬個捨不得 (feat.祁隆) 2. 繁星點點 3. 真的不容易 4. 幻想家 5. 填密愛 6. 時間長了受不了 7. 你是我寶 (粵) 8. 為情所傷 9. 錯愛 10. 愛囚 11. 一萬個捨不得 (DJAlex .x Mix Version) (feat.祁隆) 12. 真的不容易 (DJAlex .x Mix Version) |
| 2nd    | 一直想著他    | 怡人唱片 致力音樂                        | 2013年11月26日 | 曲目 1. 錯過的花季 2. 愛要捨得 3. 愛美無罪 4. 沒談過戀愛 5. 一直想著他 6. 圓圈 7. 到底愛錯在哪裡 8. 他說的謊 9. 戀愛夏天 10. 不想管太多 11. 幸福離我好遠                                                                                   |
| 3rd    | 錯愛情歌      | 怡人唱片 致力音樂                        | 2014年3月22日  | 曲目 1. 相信愛情 2. 你愛的人到底有幾個 3. 錯愛情歌 (電子版) 4. 夢纏綿 5. 歌聲裡的回憶 6. 掌心上的時光 7. 多想和你說再見 8. 天注定 9. 最後的溫柔 10. 帶著夢想去旅行 11. 不要這樣好不好 12. 錯愛情歌 (搖滾版)                                |
| 4th    | 我知道        | 怡人唱片 致力音樂                        | 2014年6月28日  | 曲目 1. 我知道 2. 如果我們都相似 3. 不要在我的傷口撒鹽 4. 愛音樂 （feat.蕭全） 5. 情人節 6. 媽媽你去哪兒 7. 今天就要回家 8. 愛盡天涯路 9. 搖擺Style 10. 樂在其中 11. 句點 12. 不要在我的傷口撒鹽 (kala) 13. 媽媽你去哪兒 (kala)            |
| 5th    | 好可惜        | 怡人唱片 致力音樂                        | 2014年12月16日 | 曲目 1. 好可惜 2. 兩個人的回憶一個人過 3. 熱戀過後 4. 飄洋過海的魚 5. 我以為 6. 落單的戀人 7. 人前人後 8. 有愛就不怕 9. 愛的祝福 10. 愛你就要嫁給你 (feat.海哲明) 11. 最美的紀念 (with.蘇唯, 白雅彤) 12. 好自為之 (粵) 13. 回頭草 (粵)     |
| 6th    | 與我無關      | 怡人唱片 致力音樂                        | 2015年6月22日  | 曲目 1. 與我無關 2. 謝幕 3. 差一點 4. 後來才發現 5. 耳旁風 6. 斷了亂了 7. 我不會在老地方等你 8. 不想做決定 9. 還不致於 10. 故作 11. 我選擇原諒 12. 家和萬事興 (feat.海哲明)                                                                |
| 7th    | 放過自己      | 怡人唱片 致力音樂                        | 2015年11月5日  | 曲目 1. 不要以為 2. 放過自己 3. 再見只是陌生人 4. 愛吹情散 5. 愛情遺囑 6. 給你機會誠實 7. 時間會走 (粵) 8. 越笑越難過 9. 折騰 10. 放空 11. 順其自然 12. 想你傷口會疼                                                                       |
| 8th    | 我也許在等候  | 怡人唱片 致力音樂 美樂帝音樂（台灣發行） | 2015年12月11日 | 曲目 1. 哎 2. 我也許在等候 3. 花開等花謝 (台)（OT：兩個人的回憶一個人過） 4. 獨自唱情歌 5. 淡化 6. 我過得很好 7. 你明明就很在乎我 8. 你好久沒來 9. 勇敢愛 10. 未结的果 11. 位置 12. 不夠誠實                                               |
| 9th    | 做最好的我    | 怡人唱片 致力音樂                        | 2016年5月30日  | 曲目 1. 做最好的我 2. 愛復興 3. 過客 4. 不要再纏著我 5. 分手之後的生活 6. 生活艱難 (粵) 7. 幻想的男朋友 8. 到現在才愛你 9. 留下來愛我 10. 沒有我的冬天你會不會冷 11. 誰氹我歡喜 (粵) 12. 喜歡我就對我說                                    |
| 10th   | Touch of Love | 怡人唱片 致力音樂                        | 2016年9月30日  | 曲目 1. 孤單墜愛 2. 錯誤的邂逅 3. 弄虛作假 4. 記憶的冬三月 5. 離開前叫醒我 6. 當蝴離開了蝶 7. 沒有翅膀的鳥 8. 應該是我幸福的 9. 無能為力想你 10. 有種離開叫捨不得 11. 幾年後的他 12. 輸掉所有                                              |
| 11th   | 從心出發      | 怡人唱片 致力音樂                        | 2017年4月7日   | 曲目 1. 從心出發 2. 天眼 3. 失戀副作用 4. 暖暖的依靠 5. 屋檐下的浪漫 6. 最後一次 7. 我不相信 8. 行李 9. 他 10. 你在哪裡 11. 偶爾會想他 12. 還是放不下                                                                                      |
| 12th   | 迷            | 怡人唱片 致力音樂                        | 2017年10月27日 | 曲目 1. 最美的瞬間 2. 終於遇見 3. 我不配擁有 4. 最好的距離 5. 趁虛而入 6. 看不到你 7. 沒有明天的明天 8. 我不是最重要的人 9. 我們都誠實一些 10. 置身事外 11. 流著淚說分手 12. 女人迷                                                        |
| 13th   | 愛能有多好    | 怡人唱片 致力音樂                        | 2018年6月20日  | 曲目 1. 愛能有多好 2. 只要你快樂 3. 友情越位 4. 耳聽愛情 5. 愛的過去式 6. 多麽捨不得 7. 不安 8. 恨嫁 (粵) 9. 違心的圓滿 10. 記得找我 11. 你忙吧，我不打擾了 12. 眼淚的提醒                                                                 |
| 14th   | 徹底          | 怡人唱片 致力音樂                        | 2019年1月3日   | 曲目 1. 不想睡的貓 2. 太早 3. 一刻十年 4. 徹底 5. 想不到 6. 打擾 7. Do it girl 8. 心理醫生 9. 角色對調 10. 我的幸福與你有關 11. 當我們老了以後 12. 幸運水星                                                                                |
| 15th   | 说再见就好    | 怡人唱片 致力音樂                        | 2019年5月5日   | 曲目 1. Panama-中文版 2. YOU BELONG TO ME 3. 谢谢你 4. 一人一城 5. 惩罚我 6. 自行了断 7. 好在 8. 剩女 9. 攻城略地 10. 有生之年 11. 全剧终 12. 说再见就好                                                                                   |
| 16th   | 時間裡的小偷  | 怡人唱片 致力音樂                        | 2020年3月27日  | 曲目 1. 幸福第一站 2. 對的時間對的人 3. 面具舞會 4. 缺憾美 5. 痛得漂亮 6. 恐懼感 7. 我不掙扎 8. 我怎麼了 9. 從明天起 10. 幸福來過 11. 陪我遺忘 12. 時間裡的小偷                                                                            |
| 17th   | 念            | 怡人唱片 致力音樂                        | 2020年11月12日 | 曲目 1. 念 2. 命運你好 3. 不足為怪 4. 不能 5. 該離開的是我 6. 過目不忘 7. 太在意 8. 獨愛 9. 因為你 10. 每天更想你 |
| 18th   | 第六感        | 怡人唱片 致力音樂                        | 2021年2月25日  | 曲目 1. 男朋友你在哪 2. 剩單節 3. 手筆 4. 酸葡萄 5. 辦不到不愛妳 6. 太需要你 7. 苦糖 8. 到此為止 9. 分手以後不要說虧欠 10. 我不要你在我的世界裡張狂                                                                                        |

| 單曲 | 單曲名稱               | 發行日期       | 曲目                                                          |
| ---- | ---------------------- | -------------- | ------------------------------------------------------------- |
| 1st  | 《心有所愛》           | 2013年5月3日   | 曲目 1. 心有所愛                                              |
| 2nd  | 《以後的以後》         | 2014年4月16日  | 曲目 1. 以後的以後                                            |
| 3rd  | 《無能為力想你》       | 2016年11月11日 | 曲目 1. 無能為力想你                                          |
| 4th  | 《再遇不到你這樣的人》 | 2017年6月15日  | 曲目 1. 再遇不到你這樣的人（feat.賀敬軒）                     |
| 5th  | 《夢誅緣，憶暖冬》     | 2017年10月30日 | 曲目 1. 夢誅緣，憶暖冬                                        |
| 6th  | 《愛的過去式》         | 2017年11月12日 | 曲目 1. 愛的過去式                                            |
| 7th  | 《友情越位》           | 2017年12月24日 | 曲目 1. 友情越位                                              |
| 8th  | 《只要你快樂》         | 2017年12月31日 | 曲目 1. 只要你快樂                                            |
| 9th  | 《靜好歲月》           | 2019年         | 曲目 1. 靜好歲月 (電影《雪暴》推廣曲) 作詞：吳斌/作曲：林采欣 |

## 外部連結
- 莊心妍的Facebook專頁
- 莊心妍的新浪微博